# تپه مرزآباد
تپه مرز آباد مربوط به دوره آل بویه- دوره سلجوقیان است و در شهرستان ورامین، بخش مرکزی، روستای تقی‌آباد واقع شده و این اثر در تاریخ ۱۴ مرداد ۱۳۸۲ با شمارهٔ ثبت ۹۴۸۷ به‌عنوان یکی از آثار ملی ایران به ثبت رسیده است.